# 黒瀬珂瀾
黒瀬 珂瀾（くろせ からん、1977年7月22日 - ）は、日本の歌人・僧侶。

## 人物・来歴
大阪府豊中市生まれ。大阪星光学院高等学校卒業後、大阪大学文学部比較文学専攻卒、同大学院文学研究科修士課程修了。在学中は京都大学短歌会に参加した。
師・春日井建の影響を強く受けた耽美的世界観が特徴的だった初期の歌風から、岡井隆の影響が濃い修辞主体の写生的な作風に変貌しつつある。また、オタク文化を始めとするサブカルチャーに造詣が深いことでも知られる。映画『サイダーのように言葉が湧き上がる』の俳句監修を担当した。第五回まで開催された文学フリマ金沢の実行委員も務めていた。浄土真宗本願寺派の僧籍を持ち、富山県富山市の寺院願念寺の住職。富山市在住。
妻は大阪大学准教授の鈴木暁世（比較文学）。

## 経歴
- 13歳より短歌を始める。
- 1995年：三宅千代が編集する中高生向けの短歌雑誌「白い鳥」に入会。
- 1996年：中部短歌会に入会。春日井建に師事する。
- 1997年：歌壇賞候補。
- 1998年：中部短歌新人賞受賞。
- 1999年：短歌同人誌「鱧と水仙」同人になる。
- 2000年：岩波書店の雑誌「へるめす」が主催する詩・短歌・俳句などのジャンル横断研究会「乱詩の会」に参加。
- 2003年：歌集『黒耀宮』で第11回ながらみ書房出版賞受賞。
- 2003年：超結社歌会「白の会」を結成。
- 2004年：中部短歌会を退会。同年から2006年3月まで、読売新聞「OTAKUニッポン」にて「カラン卿の短歌魔宮」を二年間連載する。
- 2005年：石川美南、今橋愛、高島裕、正岡豊、生沼義朗、玲はる名と短歌誌[sai]を創刊。
- 2006年：未来短歌会に入会。俳句出版のふらんす堂HP上で「街角の一首」を一年間連載する。
- 2011年：ロンドンに1年間在住する。
- 2012年：10月より、歌誌「未来」選者に就任[1]。
- 2016年：歌集『蓮喰ひ人の日記』で第14回前川佐美雄賞受賞[2]。第二回文学フリマ金沢の実行委員の一人になる。
- 2017年：「NHK短歌」選者。
- 2018年：北日本新聞にて｢とやま文芸散歩｣を担当。
- 2020年：読売新聞「読売歌壇」選者。
- 2021年：第38回とやま賞受賞[3]。歌集『ひかりの針がうたふ』で第26回若山牧水賞受賞[4]。

## 著書
単著
- 第一歌集『黒耀宮』（ながらみ書房、2002年）ISBN 4860230914 序文・春日井建、装幀・君嶋真理子、装画・竹田やよい／泥文庫版 『黒耀宮』（泥書房、2021年）　ISBN 978-4-86534-382-3　解説：千葉雅也
- 『街角の歌』（ふらんす堂、2008年）ISBN 4781400140：ふらんす堂HP上での連載をまとめたもの。
- 第二歌集『空庭』（本阿弥書店、2009年）ISBN 477680560X[5][6][7][8] 解説・岡井隆、装幀・クラフト・エヴィング商會
- 第三歌集『蓮喰ひ人の日記』（短歌研究社、2015年）ISBN 978-4862724243　装幀・水戸部功
- 第四歌集『ひかりの針がうたふ』（書肆侃侃房、2021年）ISBN 978-4863854406

共著・編著
- アンソロジー『現代短歌最前線　新響十人』（石川美南、生沼義朗、笹公人、島田幸典、永田紅、野口恵子、松野志保、松村正直、松本典子共著、北溟社、2007年）ISBN 4894485419：自選作品200首と評論「一筋の糸と私」が収録される。
- 現代短歌研究会編『〈殺し〉の短歌史』（田中綾、谷岡亜紀、松沢俊二、森本平、中西亮太、福島久男、秋元達也、田中拓也、森井マスミ、大野道夫、川本千栄、三井修共著、水声社、2010年）ISBN 4891767871：評論「サカキバラからアキハバラへ」が収録される。
- 現代詩文庫『岡井隆歌集』（思潮社、2013年）ISBN 978-4783709787：選歌を担当
- 『大人になるまでに読みたい　15歳の短歌・俳句・川柳　①愛と恋』（ゆまに書房、2016年）ISBN 978-4-8433-4917-5

## メディア出演
- 「ＢＳアニメ夜話　劇場版　エースをねらえ！」 - NHK-BS2（2005年6月28日）
- 「ＮＨＫ短歌 題“庭”／名前のある歌」 - NHK短歌（NHK教育テレビ）（2010年2月21日）[9]
- 「ＮＨＫ短歌 題“電”／日常の歌と時代　電気」 - NHK短歌（NHK教育テレビ）（2012年7月8日）
- NHK短歌（2017年度選者、第3週担当）